# ISO 14971
ISO 14971 é um padrão ISO, sua última versão foi publicada em 2007, esta representa os requisitos para um sistema de avaliação de risco para dispositivos médicos.
Este padrão estabelece os requisitos para um gerenciador de risco poder determinar a segurança de um dispositivo médico por parte do fabricante durante o ciclo de vida. Essa atividade é exigida pela legislação de nível superior e outras normas de qualidade, como ISO 13485.
Este padrão aprovado pela CEN como EN ISO 14971:2007 e respeita as normas do órgão europeu que regula a fabricação de dispositivos médicos.